# Santa Anha
Santa Anha (en francès Sainte-Agnès) és un municipi francès situat al departament dels Alps Marítims i a la regió de Provença – Alps – Costa Blava.

## Demografia
| 1962                                       | 1968 | 1975 | 1982 | 1990 | 1999  | 2006  |
| ------------------------------------------ | ---- | ---- | ---- | ---- | ----- | ----- |
| 296                                        | 304  | 361  | 455  | 944  | 1.094 | 1.179 |
| Des de 1962: població sense dobles comptes |      |      |      |      |       |       |

## Administració
| Període   | Identitat      | Partit |
| --------- | -------------- | ------ |
| 1977-1989 | Roger Valetta  |        |
| 1989-2008 | Michel Revel   |        |
| 2008-     | Albert Filippi |        |